# Fernando Claro
Fernando Claro Salas (1893-1983) fue un abogado, diplomático y político chileno, miembro del Partido Liberal (PL). Integró la Milicia Republicana entre 1932 y 1934, durante el segundo gobierno del presidente Arturo Alessandri. Luego, ejerció como secretario general de la campaña presidencial del exministro de Hacienda Gustavo Ross, en noviembre de 1938. Asimismo, bajo la presidencia del radical Gabriel González Videla, asumió como su primer titular del gobierno en el Ministerio de Salubridad, Previsión y Asistencia Social, ejerciendo el cargo entre noviembre de 1946 y abril de 1947. Dos décadas después, fue nombrado por el presidente Jorge Alessandri (hijo de Arturo), como embajador de Chile ante Argentina, función que cumplió entre 1963 y 1964.

## Familia
Estuvo casado con María Tocornal Ross (hija del parlamentario Juan Enrique Tocornal Doursther, y pariente de Agustín Edwards Ross), con quien tuvo tres hijos: Patricio (abogado y militante liberal), María Regina (historiadora, discípula de Eugenio Pereira Salas, miembro del Instituto de Chile, ingresando a la Academia Chilena de la Historia con una exposición sobre los sucesos en la Armada de Chile, en 1931) y María Magdalena.